# Étang Burbank
L'Étang Burbank est un lac marécageux situé dans la municipalité de Danville (Québec) dans la MRC Les Sources en Estrie. L'endroit est particulier car de nombreuses espèces d'oiseaux peuvent y être observées, y compris l'Oie des neiges lors des migrations surtout en automne. 

## Géographie
L'Étang Burbank, dont les berges sont naturelles et entouré par le Parc de l'Étang-Burbank est parcouru par un sentier de 3,5 km qui en fait le tour et comprend des abris, des passerelles et tours d'observations pour l'observation des oiseaux. Près de 210 espèces d'oiseaux au total y ont été observées. La décharge du lac rejoint la Rivière Landry.